# Xã Crandon, Quận Spink, South Dakota
Xã Crandon (tiếng Anh: Crandon Township) là một xã thuộc quận Spink, tiểu bang Nam Dakota, Hoa Kỳ. Năm 2010, dân số của xã này là 73 người.